# 薩穆哈
薩穆哈（转写：Samha，17世纪—1704年），又薩木哈，乌雅氏，滿洲正黃旗人。清朝官员，官至工部、礼部尚书。

## 生平
顺治十二年（1655年），满洲进士，授户部主事，迁员外郎。康熙十二年（1673年），吴三桂申请撤藩。萨穆哈等人至贵州办事撤藩事项。十三年，升刑部郎中，十四年，因告吴三桂造反之功，与党务礼、席兰泰等人升职。十五年，为太仆寺卿。十六年，为户部侍郎。二十年十二月丁酉，接替帥顏保，擔任工部尚書。二十五年，因黄河入海口治理问题，革职。由佛倫接任。不久授步军翼尉。
康熙三十一年二月乙巳，接替索諾和，再度擔任工部尚書。康熙三十二年十月甲戌，兼任禮部尚書。康熙三十三年，礼部上奏祭奉先殿仪注，太子胤礽拜褥置槛内，康熙帝令尚书萨穆哈移设槛外，萨穆哈请旨记档。康熙帝于是夺了萨穆哈的礼部尚书之职。夺职时在三月丁未。康熙三十九年，康熙帝因工部问题责问萨穆哈等官员。不久，萨穆哈以年老有疾请求致仕。康熙帝斥其伪诈，命夺官，仍留任，察工部积弊，一一自列。
康熙四十三年（1704年）三月，革职。萨穆哈因受贿而被逮，拟處絞。逝世于狱中。
薩穆哈曾任正黄旗满洲第三參領第十六佐領（係康熙十三年（1674）编立）。该正黄旗满洲佐领并薩穆哈于康熙三十七年（1698）撥隸鑲藍旗誠親王允祉屬下王府佐领，薩穆哈任此鑲藍旗包衣佐领，后革退。该鑲藍旗包衣佐领又于雍正五年（1727）改歸正黄旗满洲第三參領第十六佐領（据《欽定八旗通志》卷四）。

## 家族
- 父瑪唐阿。“瑪唐阿，正黄旗人，額柏根叔祖班布達之孫也。其長子森特赫，由三等侍衞從征浙江於台州地方，……力戰陣亡，贈雲騎尉。……又瑪唐阿次子薩木哈（薩穆哈）原任工部尚書。……曾孙碩色現任四川巡撫。……元孫圖桑阿現任中書”（载《八旗滿洲氏族通譜》卷29）。又族亲：
  - “額栢根，正黄旗人，世居哈達地方，國初來歸。其長子額森，初任膳房總領，歴陞内大臣；……[額森]其長子魏武，係仁壽皇太后（康熙帝孝恭仁皇后）之父，原任䕶軍叅領”（载《八旗滿洲氏族通譜》卷29）。
  - “薩穆哈（非工部尚书、族亲薩穆哈），正黄旗人，額柏根之兄也”（载《八旗滿洲氏族通譜》卷29），后代有内務府總管兼佐領、禮部尚書海望，定边将军、一等武毅谋勇公兆惠。
- 胞兄森特赫，三等侍衞，從征浙江，阵亡，贈世袭雲騎尉。胞弟胡世圖，原任太常寺少卿。
- 子辈：原任刑部侍郎兼光祿寺卿新保，原任整儀尉錫祿，原任二等侍衞賽碧漢，原任副都統兼茶房總領性安，太僕寺少卿定柱。
- 孙辈：两广总督碩色。
- 曾孙辈：江西按察使圖桑阿。

## 延伸阅读
[在维基数据编辑]
 《清史稿/卷268》，出自趙爾巽《清史稿》